# Coupe des États-Unis de soccer 2008
Navigation
Lamar Hunt U.S. Open Cup 2007 Lamar Hunt U.S. Open Cup 2009
La Coupe des États-Unis de soccer 2008 est la 95e édition de la Lamar Hunt US Open Cup, la plus ancienne des compétitions dans le soccer américain. C'est un système à élimination directe mettant aux prises des clubs de soccer amateurs, semi-pros et professionnels affiliés à la Fédération des États-Unis de soccer, qui l'organise conjointement avec les ligues locales.
La finale se tient le 3 septembre 2008, après cinq autres tours à élimination directe dans la phase finale mettant aux prises des clubs amateurs et professionnels. Les Seattle Sounders, le Crystal Palace Baltimore et le Charleston Battery sont les seules équipes à triompher contre des franchises de MLS. Le tenant du titre est le New England Revolution, vainqueur en finale du FC Dallas. Le vainqueur, le DC United, remporte son second trophée dans cette compétition après l'édition 1996 ainsi qu'une place en Ligue des champions de la CONCACAF 2009-2010. Le Charleston Battery est la première équipe à atteindre la finale de la compétition depuis les Rochester Rhinos et leur parcours victorieux en 1999.
Afin de ne pas interférer avec les séries éliminatoires de la Major League Soccer et la Ligue des champions de la CONCACAF qui connaît un nouveau format, le calendrier de la coupe a été raccourci.

## Calendrier
| Tour                                                                                        | Nom              | Dates retenues | Équipes participantes | Équipes gagnantes |
| Entrée de 8 équipes de USASA, 8 équipes de PDL, 8 équipes de USL-1 et de 8 équipes de USL-2 |                  |                |                       |                   |
| 1                                                                                           | Premier tour     | 10-13 juin     | 32                    | 16                |
| 2                                                                                           | Deuxième tour    | 24 juin        | 16                    | 8                 |
| Entrée de 8 équipes de MLS                                                                  |                  |                |                       |                   |
| 3                                                                                           | Troisième tour   | 1er juillet    | 16                    | 8                 |
| 4                                                                                           | Quarts de finale | 8 juillet      | 8                     | 4                 |
| 5                                                                                           | Demi-finales     | 12 août        | 4                     | 2                 |
| 6                                                                                           | Finale           | 3 septembre    | 2                     | 1                 |

## Participants
| Entre au premier tour | Entre au premier tour | Entre au premier tour | Entre au premier tour | Entre au troisième tour |
| USASA/PDL/USL-2/USL-1 8 équipes/8 équipes/8 équipes/8 équipes                                                                                              | USASA/PDL/USL-2/USL-1 8 équipes/8 équipes/8 équipes/8 équipes | USASA/PDL/USL-2/USL-1 8 équipes/8 équipes/8 équipes/8 équipes | USASA/PDL/USL-2/USL-1 8 équipes/8 équipes/8 équipes/8 équipes | MLS 8 équipes |
| USASA - AAC Eagles - Arizona Sahuaros - Boston Olympiakos - Clearwater Galactics - Hollywood United - New Stars - New York Pancyprian-Freedoms - RWB Adria | Premier Development League - Austin Aztex U23 - Bradenton Academics - Brooklyn Knights - Fredericksburg Gunners - Los Angeles Legends - Michigan Bucks - St. Louis Lions - Yakima Reds | USL Second Division - Charlotte Eagles - Cleveland City Stars - Crystal Palace Baltimore - Harrisburg City Islanders - Pittsburgh Riverhounds - Real Maryland Monarchs - Richmond Kickers - Western Mass Pioneers | USL First Division - Atlanta Silverbacks - Carolina RailHawks - Charleston Battery - Miami FC - Minnesota Thunder - Portland Timbers - Rochester Rhinos - Seattle Sounders | Major League Soccer - Chicago Fire - Chivas USA - DC United - FC Dallas - Houston Dynamo - Kansas City Wizards - New England Revolution - New York Red Bulls |

Légende :

Major League Soccer (MLS) : Championnat de première division.

USL Premier Division (USL-1): Championnat de deuxième division organisé par la United Soccer Leagues (USL).

USL Second Division (USL-2): Championnat de troisième division organisé par la United Soccer Leagues (USL).

Premier Development League (PDL) : Championnat de quatrième division organisé par la United Soccer Leagues (USL).

United States Adult Soccer Association (USASA) : Organisateur des championnats de divisions inférieures.

### Participants de la MLS
Le Toronto FC étant une franchise canadienne, elle ne dispute pas la Coupe des États-Unis de soccer. Les Earthquakes de San José, nouveaux arrivants en MLS entrent au premier tour préliminaire.
| Rang | Équipe                   | Pts | J  | G  | N  | P  | Bp | Bc | Diff |
| ---- | ------------------------ | --- | -- | -- | -- | -- | -- | -- | ---- |
| 1    | D.C. United              | 55  | 30 | 16 | 7  | 7  | 56 | 34 | +22  |
| 2    | Chivas USA               | 53  | 30 | 15 | 8  | 7  | 46 | 28 | +18  |
| 3    | Houston Dynamo           | 52  | 30 | 15 | 7  | 8  | 43 | 23 | +20  |
| 4    | New England Revolution C | 50  | 30 | 14 | 8  | 8  | 51 | 43 | +8   |
| 5    | FC Dallas                | 44  | 30 | 13 | 5  | 12 | 37 | 44 | -7   |
| 6    | New York Red Bulls       | 43  | 30 | 12 | 7  | 11 | 47 | 45 | +2   |
| 7    | Chicago Fire             | 40  | 30 | 10 | 10 | 10 | 31 | 36 | -5   |
| 8    | Kansas City Wizards      | 40  | 30 | 11 | 7  | 12 | 45 | 45 | 0    |
| 9    | Columbus Crew            | 37  | 30 | 9  | 10 | 11 | 39 | 44 | -5   |
| 10   | Colorado Rapids          | 35  | 30 | 9  | 8  | 13 | 29 | 34 | -5   |
| 11   | Los Angeles Galaxy       | 34  | 30 | 9  | 7  | 14 | 38 | 48 | -10  |
| 12   | Real Salt Lake           | 27  | 30 | 6  | 9  | 15 | 31 | 45 | -14  |
| 13   | Toronto FC               | 25  | 30 | 6  | 7  | 17 | 25 | 49 | -24  |

- Qualification pour le troisième tour de la Coupe des États-Unis de soccer 2008
- Qualification pour les finales du tour préliminaire de la Coupe des États-Unis de soccer 2008
- Qualification pour les demi-finales du tour préliminaire de la Coupe des États-Unis de soccer 2008
- Qualification pour le premier tour préliminaire de la Coupe des États-Unis de soccer 2008

C : Vainqueur de la Coupe des États-Unis de soccer 2007

#### Premier tour
|  | Premier tour |                      |   |
|  |              |                      |   |
|  | 0            | San Jose Earthquakes | 0 |
|  | 12           | Real Salt Lake       | 4 |

#### Tableau final
|  | Deuxième tour                | Deuxième tour |                    |   | Finales de qualification | Finales de qualification |  |  | Qualifiées | Qualifiées |
|  | Deuxième tour                | Deuxième tour |                    |   | Finales de qualification | Finales de qualification |  |  | Qualifiées | Qualifiées |
|  |                              |               |                    |   |                          |                          |  |  |            |            |
|  |                              |               |                    |   |                          |                          |  |  |            |            |
|  |                              |               |                    |   |                          |                          |  |  |            |            |
|  | Colorado Rapids              | 2 (3)         |                    |   |                          |                          |  |  |            |            |
|  | Colorado Rapids              | 2 (3)         | Los Angeles Galaxy | 0 |                          |                          |  |  |            |            |
|  | Kansas City Wizards t. a. b. | 2 (5)         | Los Angeles Galaxy | 0 |                          |                          |  |  |            |            |
|  | Kansas City Wizards t. a. b. | 2 (5)         | Colorado Rapids    | 1 |                          |                          |  |  |            |            |
|  |                              |               | Colorado Rapids    | 1 | Kansas City Wizards      |                          |  |  |            |            |
|  |                              |               |                    |   |                          |                          |  |  |            |            |
|  |                              | Chicago Fire  |                    |   |                          |                          |  |  |            |            |
|  | Real Salt Lake               | 0             |                    |   |                          |                          |  |  |            |            |
|  | Real Salt Lake               | 0             | Columbus Crew      | 2 |                          |                          |  |  |            |            |
|  | Columbus Crew                | 2             | Columbus Crew      | 2 |                          |                          |  |  |            |            |
|  | Columbus Crew                | 2             | Chicago Fire       | 3 |                          |                          |  |  |            |            |
|  |                              |               | Chicago Fire       | 3 |                          |                          |  |  |            |            |

## Résultats

### Premier tour
| Date    | Division | Club                      | Score              | Club                     | Division |
| ------- | -------- | ------------------------- | ------------------ | ------------------------ | -------- |
| 10 juin | (USL-2)  | Charlotte Eagles          | 5-2                | Clearwater Galactics     | (USASA)  |
| 10 juin | (USL-2)  | Harrisburg City Islanders | 5-1                | Yakima Reds              | (PDL)    |
| 10 juin | (USL-1)  | Carolina RailHawks        | 1-0                | Brooklyn Knights         | (PDL)    |
| 10 juin | (USL-2)  | Western Mass Pioneers     | 2-0                | Boston Olympiakos        | (USASA)  |
| 10 juin | (USASA)  | Eagles                    | 0-4                | Pittsburgh Riverhounds   | (USL-2)  |
| 10 juin | (PDL)    | Michigan Bucks            | 1-2                | Cleveland City Stars     | (USL-2)  |
| 10 juin | (USL-1)  | Rochester Rhinos          | 2-1                | RWB Adria                | (USASA)  |
| 10 juin | (USL-1)  | Charleston Battery        | 3-0                | New Stars                | (USASA)  |
| 10 juin | (USL-2)  | Richmond Kickers          | 3-0                | Fredericksburg Gunners   | (PDL)    |
| 10 juin | (USL-1)  | Minnesota Thunder         | 4-1                | St. Louis Lions          | (PDL)    |
| 10 juin | (USL-1)  | Miami FC                  | 4-2                | Bradenton Academics      | (PDL)    |
| 10 juin | (PDL)    | Austin Aztex U23          | 2-2 (4-5 t. a. b.) | Atlanta Silverbacks      | (USL-1)  |
| 10 juin | (USL-1)  | Portland Timbers          | 2-3                | Hollywood United         | (USASA)  |
| 10 juin | (USASA)  | Arizona Sahuaros          | 0-1 a. p.          | Seattle Sounders         | (USL-1)  |
| 10 juin | (PDL)    | Los Angeles Legends       | 1-2                | Crystal Palace Baltimore | (USL-2)  |
| 13 juin | (USL-2)  | Real Maryland Monarchs    | 3-0                | NY Pancyprian-Freedoms   | (USASA)  |

### Deuxième tour
| Date    | Division | Club                      | Score              | Club                     | Division |
| ------- | -------- | ------------------------- | ------------------ | ------------------------ | -------- |
| 24 juin | (USL-1)  | Minnesota Thunder         | 0-2 a. p.          | Cleveland City Stars     | (USL-2)  |
| 24 juin | (USL-2)  | Harrisburg City Islanders | 2-2 (1-3 t. a. b.) | Crystal Palace Baltimore | (USL-2)  |
| 24 juin | (USL-2)  | Western Mass Pioneers     | 1-2                | Richmond Kickers         | (USL-2)  |
| 24 juin | (USL-1)  | Carolina RailHawks        | 1-0                | Real Maryland Monarchs   | (USL-2)  |
| 24 juin | (USL-1)  | Rochester Rhinos          | 3-0                | Pittsburgh Riverhounds   | (USL-2)  |
| 24 juin | (USL-1)  | Charleston Battery        | 2-1                | Charlotte Eagles         | (PDL)    |
| 24 juin | (USL-1)  | Miami FC                  | 1-0                | Atlanta Silverbacks      | (USL-1)  |
| 24 juin | (USL-1)  | Seattle Sounders          | 6-0                | Hollywood United         | (USASA)  |

### Troisième tour
| Date        | Division | Club                     | Score              | Club                 | Division |
| ----------- | -------- | ------------------------ | ------------------ | -------------------- | -------- |
| 1er juillet | (MLS)    | New England Revolution   | 3-0                | Richmond Kickers     | (USL-2)  |
| 1er juillet | (USL-1)  | Charleston Battery       | 1-1 (4-3 t. a. b.) | Houston Dynamo       | (MLS)    |
| 1er juillet | (USL-2)  | Crystal Palace Baltimore | 2-0                | New York Red Bulls   | (MLS)    |
| 1er juillet | (USL-2)  | Carolina RailHawks       | 2-4 a. p.          | Kansas City Wizards  | (MLS)    |
| 1er juillet | (MLS)    | DC United                | 2-0                | Rochester Rhinos     | (USL-1)  |
| 1er juillet | (MLS)    | Chicago Fire             | 4-1                | Cleveland City Stars | (USL-2)  |
| 1er juillet | (MLS)    | FC Dallas                | 2-1                | Miami FC             | (USL-1)  |
| 1er juillet | (USL-1)  | Seattle Sounders         | 2-0                | Chivas USA           | (MLS)    |

### Quarts de finale
| 8 juillet 2008                                | New England Revolution | 1 - 1 5 - 3 t. a. b.              | Crystal Palace Baltimore |                                                                                            |                                                                                            |
|                                               | Mansally 6e            |                                   | 20e Lader                | Veterans Stadium, New Britain, Connecticut Spectateurs : 2 590 Arbitrage : Hilario Grajeda | Veterans Stadium, New Britain, Connecticut Spectateurs : 2 590 Arbitrage : Hilario Grajeda |
|                                               | Rapport                |                                   |                          | Veterans Stadium, New Britain, Connecticut Spectateurs : 2 590 Arbitrage : Hilario Grajeda | Veterans Stadium, New Britain, Connecticut Spectateurs : 2 590 Arbitrage : Hilario Grajeda |
| Hilgenbrinck · Dube · Tierney · Igwe · Castro | Tirs au but 5 - 3      | Harada · Harkin · Mbuta · Texeira |                          | Veterans Stadium, New Britain, Connecticut Spectateurs : 2 590 Arbitrage : Hilario Grajeda | Veterans Stadium, New Britain, Connecticut Spectateurs : 2 590 Arbitrage : Hilario Grajeda |

| 8 juillet 2008 | DC United                         | 2 - 1 | Chicago Fire              |                                                                                  |                                                                                  |
|                | Doe 77e · Namoff 99e · Burch 108e |       | 36e Woolard · 108e Blanco | Maryland SoccerPlex, Boyds, Maryland Spectateurs : 4 118 Arbitrage : Shane Moody | Maryland SoccerPlex, Boyds, Maryland Spectateurs : 4 118 Arbitrage : Shane Moody |
|                | Rapport                           |       |                           | Maryland SoccerPlex, Boyds, Maryland Spectateurs : 4 118 Arbitrage : Shane Moody | Maryland SoccerPlex, Boyds, Maryland Spectateurs : 4 118 Arbitrage : Shane Moody |

| 8 juillet 2008 | FC Dallas    | 1 - 3 | Charleston Battery                          |                                                                          |                                                                          |
|                | Cooper 90+4e |       | 28e Alavanja · 43e Fuller · 90+1e Patterson | Pizza Hut Park, Frisco, Texas Spectateurs : 5 911 Arbitrage : Doug Wolff | Pizza Hut Park, Frisco, Texas Spectateurs : 5 911 Arbitrage : Doug Wolff |
|                | Rapport      |       |                                             | Pizza Hut Park, Frisco, Texas Spectateurs : 5 911 Arbitrage : Doug Wolff | Pizza Hut Park, Frisco, Texas Spectateurs : 5 911 Arbitrage : Doug Wolff |

| 8 juillet 2008                                                     | Seattle Sounders  | 0 - 0 6 - 5 t. a. b.                                                    | Kansas City Wizards |                                                                                |
|                                                                    |                   |                                                                         |                     | Qwest Field, Seattle, Washington Spectateurs : 4 674 Arbitrage : Abbey Okulaja |
|                                                                    | Rapport           |                                                                         |                     |                                                                                |
| Jackson · Le Toux · Treschuk · Sakuda · L. O'Brien · Kanté · Scott | Tirs au but 6 - 5 | Pore · Conrad · McMahen · Roger Espinoza · Zavagnin · Harrington · Wahl |                     |                                                                                |

### Demi-finale
| 12 août 2008 | DC United                             | 3 - 1 | New England Revolution |                                                                           |                                                                           |
|              | Emilio 4e · Quaranta 48e · Emilio 81e |       | 54e 71e Thompson       | RFK Stadium, Washington DC Spectateurs : 6 797 Arbitrage : Jorge Gonzalez | RFK Stadium, Washington DC Spectateurs : 6 797 Arbitrage : Jorge Gonzalez |
|              | Rapport                               |       |                        | RFK Stadium, Washington DC Spectateurs : 6 797 Arbitrage : Jorge Gonzalez | RFK Stadium, Washington DC Spectateurs : 6 797 Arbitrage : Jorge Gonzalez |

| 12 août 2008                                      | Charleston Battery | 1 – 1 4 - 3 t. a. b.                              | Seattle Sounders |                                                                                            |                                                                                            |
|                                                   | Patterson 32e      |                                                   | 20e (csc) Alonso | Blackbaud Stadium, Charleston, Caroline du Sud Spectateurs : 3 798 Arbitrage : Oscar Ortiz | Blackbaud Stadium, Charleston, Caroline du Sud Spectateurs : 3 798 Arbitrage : Oscar Ortiz |
|                                                   | Rapport            |                                                   |                  | Blackbaud Stadium, Charleston, Caroline du Sud Spectateurs : 3 798 Arbitrage : Oscar Ortiz | Blackbaud Stadium, Charleston, Caroline du Sud Spectateurs : 3 798 Arbitrage : Oscar Ortiz |
| Armstrong · Alonso · Richardson · Velten · Akwari | Tirs au but 4 - 3  | Jackson · Le Toux · Sakuda · C. O'Brien · Forrest |                  | Blackbaud Stadium, Charleston, Caroline du Sud Spectateurs : 3 798 Arbitrage : Oscar Ortiz | Blackbaud Stadium, Charleston, Caroline du Sud Spectateurs : 3 798 Arbitrage : Oscar Ortiz |

### Finale
| 3 septembre 2008 | DC United            | 2 - 1 | Charleston Battery |                                                                        |                                                                        |
|                  | Emilio 4e · Fred 50e |       | 10e Fuller         | RFK Stadium, Washington DC Spectateurs : 8 212 Arbitrage : Mark Geiger | RFK Stadium, Washington DC Spectateurs : 8 212 Arbitrage : Mark Geiger |
|                  | Rapport              |       |                    | RFK Stadium, Washington DC Spectateurs : 8 212 Arbitrage : Mark Geiger | RFK Stadium, Washington DC Spectateurs : 8 212 Arbitrage : Mark Geiger |

| Vainqueur de l'US Open Cup 2008 DC United 2e titre |

## Tableau final
|  | Quarts de finale                | Quarts de finale                            |                             |       | Demi-finales                             | Demi-finales                             |  |  | Finale                                       | Finale                                       |
|  | Quarts de finale                | Quarts de finale                            |                             |       | Demi-finales                             | Demi-finales                             |  |  | Finale                                       | Finale                                       |
|  |                                 |                                             |                             |       |                                          |                                          |  |  |                                              |                                              |
|  | 8 juillet 2008                  | 8 juillet 2008                              |                             |       | 12 août 2008, RFK Stadium, Washington DC | 12 août 2008, RFK Stadium, Washington DC |  |  | 3 septembre 2008, RFK Stadium, Washington DC | 3 septembre 2008, RFK Stadium, Washington DC |
|  | 8 juillet 2008                  | 8 juillet 2008                              |                             |       | 12 août 2008, RFK Stadium, Washington DC | 12 août 2008, RFK Stadium, Washington DC |  |  | 3 septembre 2008, RFK Stadium, Washington DC | 3 septembre 2008, RFK Stadium, Washington DC |
|  | DC United a. p.                 | 2                                           |                             |       | 12 août 2008, RFK Stadium, Washington DC | 12 août 2008, RFK Stadium, Washington DC |  |  | 3 septembre 2008, RFK Stadium, Washington DC | 3 septembre 2008, RFK Stadium, Washington DC |
|  | DC United a. p.                 | 2                                           |                             |       | 12 août 2008, RFK Stadium, Washington DC | 12 août 2008, RFK Stadium, Washington DC |  |  | 3 septembre 2008, RFK Stadium, Washington DC | 3 septembre 2008, RFK Stadium, Washington DC |
|  | Chicago Fire                    | 1                                           |                             |       | 12 août 2008, RFK Stadium, Washington DC | 12 août 2008, RFK Stadium, Washington DC |  |  | 3 septembre 2008, RFK Stadium, Washington DC | 3 septembre 2008, RFK Stadium, Washington DC |
|  | Chicago Fire                    | 1                                           | DC United                   | 3     |                                          |                                          |  |  | 3 septembre 2008, RFK Stadium, Washington DC | 3 septembre 2008, RFK Stadium, Washington DC |
|  | 8 juillet 2008                  |                                             | DC United                   | 3     |                                          |                                          |  |  | 3 septembre 2008, RFK Stadium, Washington DC | 3 septembre 2008, RFK Stadium, Washington DC |
|  |                                 | New England Revolution                      | 1                           |       |                                          |                                          |  |  | 3 septembre 2008, RFK Stadium, Washington DC | 3 septembre 2008, RFK Stadium, Washington DC |
|  | New England Revolution t. a. b. | New England Revolution                      | 1                           | 1 (5) |                                          |                                          |  |  | 3 septembre 2008, RFK Stadium, Washington DC | 3 septembre 2008, RFK Stadium, Washington DC |
|  | New England Revolution t. a. b. |                                             |                             | 1 (5) |                                          |                                          |  |  | 3 septembre 2008, RFK Stadium, Washington DC | 3 septembre 2008, RFK Stadium, Washington DC |
|  | Crystal Palace Baltimore        | 1 (3)                                       |                             |       |                                          |                                          |  |  | 3 septembre 2008, RFK Stadium, Washington DC | 3 septembre 2008, RFK Stadium, Washington DC |
|  | Crystal Palace Baltimore        | 1 (3)                                       | DC United                   | 2     |                                          |                                          |  |  |                                              |                                              |
|  | 8 juillet 2008                  |                                             | DC United                   | 2     |                                          |                                          |  |  |                                              |                                              |
|  |                                 | Charleston Battery                          | 1                           |       |                                          |                                          |  |  |                                              |                                              |
|  | FC Dallas                       | Charleston Battery                          | 1                           | 1     |                                          |                                          |  |  |                                              |                                              |
|  | FC Dallas                       | 12 août 2008, Blackbaud Stadium, Charleston |                             | 1     |                                          |                                          |  |  |                                              |                                              |
|  | Charleston Battery              | 3                                           |                             |       |                                          |                                          |  |  |                                              |                                              |
|  | Charleston Battery              | 3                                           | Charleston Battery t. a. b. | 1 (4) |                                          |                                          |  |  |                                              |                                              |
|  | 8 juillet 2008                  |                                             | Charleston Battery t. a. b. | 1 (4) |                                          |                                          |  |  |                                              |                                              |
|  |                                 | Seattle Sounders                            | 1 (3)                       |       |                                          |                                          |  |  |                                              |                                              |
|  | Seattle Sounders t. a. b.       | Seattle Sounders                            | 1 (3)                       | 0 (6) |                                          |                                          |  |  |                                              |                                              |
|  | Seattle Sounders t. a. b.       |                                             |                             | 0 (6) |                                          |                                          |  |  |                                              |                                              |
|  | Sporting Kansas City            | 0 (5)                                       |                             |       |                                          |                                          |  |  |                                              |                                              |
|  | Sporting Kansas City            | 0 (5)                                       |                             |       |                                          |                                          |  |  |                                              |                                              |

### Nombre d'équipes par division et par tour
| Divisions / Manches  | Premier tour  | Deuxième tour | Troisième tour | Quarts de finale | Demi- finales | Finale |
| -------------------- | ------------- | ------------- | -------------- | ---------------- | ------------- | ------ |
| MLS (D1) 8 équipes   | non présentes | non présentes | 8              | 5                | 2             | 1      |
| USL-1 (D2) 8 équipes | 8             | 7             | 5              | 2                | 2             | 1      |
| USL-2 (D3) 8 équipes | 8             | 8             | 3              | 1                | Aucune        | Aucune |
| PDL (D4) 8 équipes   | 8             | Aucune        | Aucune         | Aucune           | Aucune        | Aucune |
| USASA 8 équipes      | 8             | 1             | Aucune         | Aucune           | Aucune        | Aucune |
| Total                | 32            | 16            | 16             | 8                | 4             | 2      |